# Герольштайн
Герольштайн (нем. Gerolstein) — город в Германии, в земле Рейнланд-Пфальц.
Входит в состав района Вульканайфель. Подчиняется управлению Герольштайн.  Население составляет 7446 человек (на 31 декабря 2010 года). Занимает площадь 64,33 км². Официальный код  —  07 2 33 026.
Город подразделяется на 9 городских районов.
В Герольштайне находится производство знаменитой в Германии минеральной воды Герольштайнер (Gerolsteiner).

## Достопримечательности
- Лиссинген — средневековый замок.
- Кассельбург — средневековый замок.

## Города-побратимы
- Дигуэн (Франция)
- Гилзе-эн-Ряйен (Нидерланды)